# Noah Rubin
Noah Rubin, né le 21 février 1996 à Long Island, est un joueur de tennis américain, professionnel depuis 2015.

## Carrière
Noah Rubin remporte le tournoi junior de Wimbledon 2014 en battant l'Américain Stefan Kozlov en finale.
Il est invité à l'US Open 2014 mais s'incline au premier tour contre Federico Delbonis. Il a joué une année pour l'université de Wake Forest en 2015 et a atteint la finale du championnat NCAA.
Il remporte son premier tournoi Challenger à Charlottesville en novembre 2015 en battant son compatriote Tommy Paul en finale. Il remporte son second titre à Launceston en février 2017. En 2018, il rajoute deux tournois à son palmarès, acquis à Nouméa en janvier 2018 et à Tallahassee en avril.
En 2016, avec une invitation, il passe le premier tour de l'Open d'Australie en battant le n°18 Benoît Paire en trois tie-breaks. En 2018, il bat son premier top 10 en la personne de John Isner lors du tournoi de Washington.
Au début de l'année 2019, il lance un compte Instagram intitulé Behind The Racquet dans lequel il donne la parole à des joueurs et des personnalités du tennis afin que ceux-ci partagent leur histoire et leur vie sur le circuit. Il a entre autres recueilli les témoignages de Petra Kvitová, Dinara Safina, James Blake, Robin Söderling, Michael Chang ou encore Mary Pierce.

## Parcours dans les tournois duGrand Chelem

### En simple
| Année | Open d'Australie | Open d'Australie | Internationaux de France | Internationaux de France | Wimbledon       | Wimbledon  | US Open         | US Open      |
| ----- | ---------------- | ---------------- | ------------------------ | ------------------------ | --------------- | ---------- | --------------- | ------------ |
| 2014  | —                | —                | —                        | —                        | —               | —          | 1er tour (1/64) | F. Delbonis  |
| 2015  | —                | —                | —                        | —                        | —               | —          | —               | —            |
| 2016  | 2e tour (1/32)   | P.-H. Herbert    | —                        | —                        | —               | —          | —               | —            |
| 2017  | 2e tour (1/32)   | Roger Federer    | —                        | —                        | —               | —          | —               | —            |
| 2018  | —                | —                | 1er tour (1/64)          | John Isner               | —               | —          | 1er tour (1/64) | M. Kukushkin |
| 2019  | —                | —                | —                        | —                        | 1er tour (1/64) | Jay Clarke | —               | —            |

N.B. : à droite du résultat se trouve le nom de l'ultime adversaire.

### En double
| Année | Open d'Australie | Open d'Australie | Internationaux de France | Internationaux de France | Wimbledon | Wimbledon | US Open                       | US Open                        |
| ----- | ---------------- | ---------------- | ------------------------ | ------------------------ | --------- | --------- | ----------------------------- | ------------------------------ |
| 2014  | —                | —                | —                        | —                        | —         | —         | 1er tour (1/32) S. Kozlov     | J. Donaldson M. Russell        |
| 2016  | —                | —                | —                        | —                        | —         | —         | 1er tour (1/32) Daniel Nguyen | Daniel Evans Nick Kyrgios      |
| 2019  | —                | —                | —                        | —                        | —         | —         | 1er tour (1/32) Kwiatkowski   | L. Bambridge B. McLachlan      |
| 2020  | —                | —                |                          |                          | Annulé    | Annulé    | 1er tour (1/16) E. Escobedo   | Rohan Bopanna Denis Shapovalov |

N.B. : le nom du ou de la partenaire se trouve sous le résultat ; le nom des ultimes adversaires se trouve à droite.

### En double mixte
| Année | Open d'Australie | Open d'Australie | Internationaux de France | Internationaux de France | Wimbledon | Wimbledon | US Open                    | US Open                 |
| ----- | ---------------- | ---------------- | ------------------------ | ------------------------ | --------- | --------- | -------------------------- | ----------------------- |
| 2016  | -                | -                | -                        | -                        | -         | -         | 1er tour (1/16) Jamie Loeb | G. Dabrowski R. Bopanna |
| 2018  | -                | -                | -                        | -                        | -         | -         | 1er tour (1/16) Jamie Loeb | G. Dabrowski Mate Pavić |

N.B. : le nom de la partenaire se trouve sous le résultat ; le nom des ultimes adversaires se trouve à droite.

## Parcours dans lesMasters 1000
| Année | Indian Wells        | Miami | Monte-Carlo | Madrid | Rome | Canada | Cincinnati | Shanghai | Paris |
| ----- | ------------------- | ----- | ----------- | ------ | ---- | ------ | ---------- | -------- | ----- |
| 2016  | 1er tour Rajeev Ram | —     | —           | —      | —    | —      | —          | —        | —     |

N.B. : sous le résultat se trouve le nom de l’ultime adversaire.

## Victoires sur le top 20
Toutes ses victoires sur des joueurs classés dans le top 20 de l'ATP lors de la rencontre.
| Légende      |
| Grand Chelem |
| Masters 1000 |
| 500 Series   |
| 250 Series   |

| # | N.R.   | Tournoi          | Année | Surface | Adversaire   | Rang  | Tour | Score            |
| - | ------ | ---------------- | ----- | ------- | ------------ | ----- | ---- | ---------------- |
| 1 | no 328 | Open d'Australie | 2016  | Dur     | Benoît Paire | no 18 | 1/64 | 7-64, 7-66, 7-65 |
| 2 | no 152 | Washington       | 2018  | Dur     | John Isner   | no 9  | 1/16 | 6-4, 7-66        |

## Classement ATP en fin de saison
| Année          | 2012 | 2013 | 2014 | 2015 | 2016 | 2017 | 2018 | 2019 | 2020 |
| Rang en simple | 1044 | 844  | 591  | 340  | 201  | 201  | 131  | 212  | 250  |

Source : (en) Classements de Noah Rubin sur le site officiel de la Fédération internationale de tennis